# 杜昌
杜昌（1476年—？年），字世昌，河南开封府祥符縣人，民籍。

## 生平
治《詩經》，行一，由國子生中式弘治十一年戊午科（1498年）河南鄉試第六名舉人，年三十四歲中式正德三年（1508年）戊辰科會試第二百九十四名，第三甲第五十一名進士。冬十月选授贵州道御史，六年巡按山西。

## 家族
曾祖杜從禮。祖父杜源，贈通政使司右參議。父杜明，通政使司右通政。前母刘氏，贈宜人；母劉氏，封宜人。慈侍下，弟昺、昪、昆。